# Frisøren
Frisøren er en dansk kortfilm fra 2012, der er instrueret af Andreas Sommer.

## Handling
Frisør Andersen var engang byens bedste frisør, men som årene gik, har han grundet sit hårtab mistet både gejsten og talentet. Da en dreng kommer ind i salonen som den første kunde i mange år, tændes der en gnist i den ellers rustne og forfaldne frisør.